# Fulcard van Marchiennes
Fulcard van Marchiennes (twaalfde eeuw) was een Franse abt die de abdij van Marchiennes  bestuurde van 1103 tot 1115. De regering van Fulcard staat bekend voor rechtelijke onstabiliteit en conflicten tussen de abt en de lokale overheden. Hij werd na een periode van twaalf jaar uiteindelijk afgezet.

## Afkomst
Fulcard de Landas behoorde tot de Landas familie en was tevens de broer van het familiehoofd. Tijdens de eerste helft van de elfde eeuw had de familie een grote invloed op de abdijen rond de vallei van de rivier Scarpe. Zo hadden veel familieleden de rol van abten en deken in verschillende kerkgenootschappen. Dit was mede te danken aan Fulcard die zijn loyaliteit aan zijn familie aantoonde door hen veel kerkelijk bezit te schenken. In 1103 volgde hij Alardus op als abt van de Marchiennes-abdij.

## Abt van Marchiennes

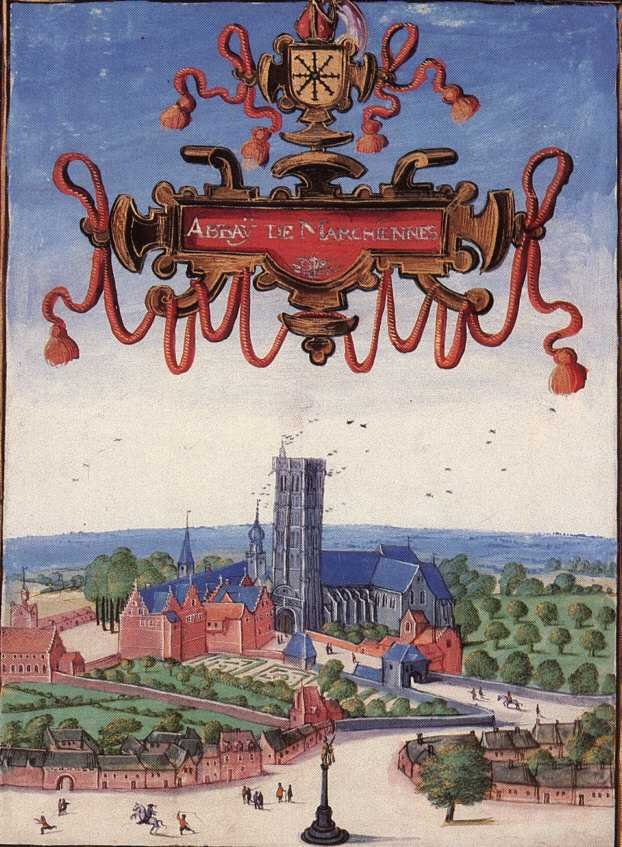
De abdij van Marchiennes afgebeeld in de Albums van Croÿ (ca. 1598-1614)

De Marchiennes-abdij werd in de zevende eeuw opgericht door Sint-Amand. Fulcard regeerde over de abdij van 1103 tot zijn aftreding in 1115. Tijdens zijn regering waren er talloze juridische conflicten met betrekking tot wereldlijke overheden. Deze conflicten hadden deels te maken met de geografische positie van Marchiennes, aangezien zowel het Graafschap Vlaanderen als het Graafschap Henegouwen probeerde om het klooster tot hun grondgebied te laten behoren. Als leider van de abdij zou Fulcard een cruciale rol spelen bij hogere klerikale rechtbanken, het uitoefenen van religieuze druk en het streven naar de rechtvaardigheid.

## Conflict met Ibert
In de twaalfde eeuw was er een conflict tussen Fulcard en Ibert, de burgemeester van Écourt-Saint-Quentin. Deze laatste beweerde een erfelijk recht te hebben op de laatste halmen van alle geoogste gewassen op een gebied rond de Marchiennes-abdij. Zijn eisen leidden tot frequente geschillen met de monniken van de abdij. Ibert klaagde de abt aan, omdat deze weigerde om een dag af te spreken waarop beiden het conflict zouden oplossen.
Ibert bleef hardnekkig zijn aanspraken handhaven, wat een negatieve impact had op de reputatie van de abdij. Daarbij beledigde hij ook de klanten van de abdij en kon dankzij zijn bevoegdheid als burgemeester meer belastingen opleggen. Fulcard, die werd geconfronteerd met materiële verliezen, voortdurende klachten en de beschuldiging van onrechtvaardigheid, stemde uiteindelijk in en besloot om Ibert aan te horen.
Na lange discussies met Fulcard besloot Ibert een eed af te leggen om zijn aanspraak bij te zetten. Hij legde deze af met de steun van twee van zijn medestanders, de burgemeesters van Saudemont en Gouy, in de overtuiging dat hij niet zou overgaan tot meineed. Alle drie de mannen bleken een valse eed te hebben gezworen en werden als gevolg ter dood veroordeeld.
De zaak van Ibert illustreert de ingewikkelde relatie tussen de Marchiennes-abdij en de lokale machtshebbers, evenals de uitdagingen van het beheren van eigendommen en rechten in die periode. Aangezien de onrechtmatige aanspraken van Ibert op het erfelijk recht worden tegengehouden door een onverwachte wending. Namelijk dat de burgemeesters meineed hadden gepleegd en ze werden gestraft met de dood. Marchiennes werd in deze periode gekenmerkt door onzekere rechten en onduidelijke wetgeving die tot veel conflicten hebben geleid.

## Aftreding van Fulcard
Door het conflict met Ibert was de bisschop Lambertus genoodzaakt om Fulcard op te roepen voor de kerkelijke rechtbank. Na lang aandringen kwam hij uiteindelijk toch opdagen voor het verhoor. De aanklagers gaven echter geen gehoor aan zijn smeekbeden en drongen aan op een tijdelijke afzetting. Uit woede smeet Fulcard zijn bisschopsstaf tegen de vloer en stormde weg. Dit beschouwden ze als zijn aftreding, hoewel Fulcard dit zelf nooit zo heeft gezien. In 1113 stemde de bisschop in met de monniken die Armand de Castello als een nieuwe abt kozen. Na zijn vervanging probeerde Fulcard alsnog zijn positie als abt terug te krijgen met behulp van zijn machtige familie, maar tevergeefs. Marchiennes werd gesteund door enkele hoge machten uit het Graafschap Vlaanderen, die de invloed van de Landas familie wilden beperken. Om de abdij van Marchiennes te beschermen tegen Fulcard, zorgde ze ervoor dat hij nooit meer aan de macht kwam. Aangezien hij zijn macht misbruikte ten voordele van zijn familie. Als gevolg van Fulcard zijn aftreding verloor de familie Landas dan ook hun invloed op de abdij en omstreken.
Nadat Lambertus stierf in 1115, gaf Fulcard zijn titel als abt definitief op. Vanaf dan was Armand officieel de nieuwe abt van Marchiennes. In de nasleep van het abbatiaal van Fulcard werd het Poleticum Marceniensis cenobii opgericht met als doel de verloren eigendommen te herstellen en de abdij te herorganiseren. Het document fungeerde als een rechtvaardiging voor de aanspraken van de abdij op eigendommen. De reorganisatie van het Poleticum diende als rechtvaardiging en legde de basis voor de latere constitutionele geschiedschrijving van de abdij. Uit het feit dat het document werd opgericht, blijkt dat de regeringsperiode van Fulcard zeer slecht verliep, aangezien hierna maatregelen werden ondernomen om de organisatie van de abdij te hervormen.